# Station Leżajsk
Station Leżajsk is een spoorwegstation in de Poolse plaats Leżajsk.